# イフリート

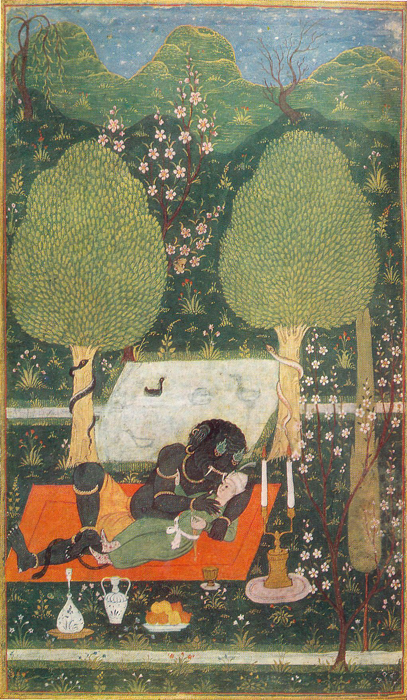
イフリートに抱かれるマクハン（ペルシア細密画・1648年）

イフリート（アラビア語: عفريت, ʻAfrīt, Ifrit, efreet, ifreet, afrit, afreet、複数形：عفاريت, ʻAfārīt、女性形：イフリータ）は、ジン（魔人、精霊）の一種。イスラム教の聖典コーラン（クルアーン:スーラ アン・ナムル（An-Naml））第27章39節に「ジンの中のイフリート」と記載されている。
性格は獰猛かつ短気で、厳つい顔をしている。様々な魔術を操る事ができ、変身能力など人間にはない力を持つ。特に、炎を自在に操れると言う。
イメージ的には「炎の魔人」「炎の精霊」「炎の魔獣」として知られるが、これはテーブルトークRPG『ダンジョンズ&ドラゴンズ』で炎属性のキャラクターとして登場したことによる影響が大きい。イフリートも含めジンは、煙の無い火から生まれた種族だとされているため、関係がないというわけではないが、元々は炎という属性だけに限定されるものではない。

## 『アラビアン・ナイト』に登場するイフリート
『アラビアン・ナイト』にも多くのジンやイフリートが登場する。その中で代表的なもの『漁師と鬼神との物語（第3夜 - 第9夜）』を記す。
ある日、漁師が網を引いていると、そこにひっかかっている壺があった。その壺の蓋を開けてみると、煙と共にイフリートが出てきた。その恐ろしげな巨人は、出してくれた漁師を食い殺そうとする。長い間、壺に閉じ込められていたイフリートは、そのことに怒りを覚え、最初に壺の蓋を開けた者を食い殺そうと決めていたのだ。しかし、イフリートは漁師に本当に壺に入っていたのか証拠を見せろと問われ、自ら壺の中に入って見せた。すると漁師に蓋を閉められてしまい、結局は再度壺の中へ閉じ込められてしまう。
また、『アラジンと魔法のランプ』に出てくるランプの精や指輪の精もイフリートである。